# Ivaň (Prostějovi járás)
Ivaň település Csehországban, a Prostějovi járásban. Ivaň Oplocany, Tovačov, Klenovice na Hané, Klopotovice, Čelčice és Hrubčice településekkel határos. Lakosainak száma 461 fő (2024. január 1.).

## Népesség
A település lakosságának változását az alábbi diagram mutatja:
| Lakosok száma | 598  | 644  | 679  | 632  | 576  | 478  | 499  | 485  | 461  | 461  |
|               | 1869 | 1890 | 1921 | 1950 | 1980 | 2001 | 2017 | 2019 | 2022 | 2024 |